# Teddy Baird

Teddy Baird, de son vrai nom Edward Goodman, est un assistant réalisateur et un producteur de cinéma britannique né le 9 septembre 1901 à Londres (Angleterre) et mort le 23 mars 1975 à Londres (Angleterre).

## Biographie
Après avoir été figurant dès l'adolescence, il commence une longue collaboration avec Anthony Asquith à partir de 1928.

## Filmographie

### comme assistant
- 1930 : Windjammer de John Orton
- 1931 : Carnaval (Dance Pretty Lady) d'Anthony Asquith
- 1931 : Tell England d'Anthony Asquith et Geoffrey Barkas
- 1933 : Britannia of Billingsgate de Sinclair Hill
- 1933 : A Cuckoo in the Nest de Tom Walls
- 1933 : Leave It to Smith de Tom Walls
- 1933 : Soldiers of the King de Maurice Elvey
- 1935 : Moscow Nights d'Anthony Asquith
- 1936 : Comme il vous plaira (As You Like it) de Paul Czinner
- 1937 : Sous la robe rouge (Under the Red Robe) de Victor Sjöström
- 1937 : Elephant Boy de Robert Flaherty et Zoltan Korda
- 1938 : Pygmalion d'Anthony Asquith
- 1938 : L'Excentrique Ginger Ted (Vessel of Wrath) d'Erich Pommer
- 1939 : La Vie d'une autre (Stolen Life) de Paul Czinner
- 1940 : En français, messieurs (French Without Tears) d'Anthony Asquith

### comme producteur
- 1944 : Maintenant on peut le dire (Now It Can Be Told) de Teddy Baird
- 1947 : Erreurs amoureuses (While the Sun Shines) d'Anthony Asquith
- 1948 : Bond Street de Gordon Parry
- 1948 : Winslow contre le roi (The Winslow Boy) d'Anthony Asquith
- 1949 : Golden Arrow de Gordon Parry
- 1949 : Now Barabbas de Gordon Parry
- 1949 : The Last Days of Dolwyn de Russell Lloyd et Emlyn Williams
- 1950 : La Femme en question (The Woman in Question) d'Anthony Asquith
- 1951 : L'Ombre d'un homme (The Browning Version) d'Anthony Asquith
- 1952 : Il importe d'être Constant (The Importance of Being Earnest) d'Anthony Asquith
- 1954 : Cour martiale (Carrington V.C.) d'Anthony Asquith
- 1954 : Fast and Loose de Gordon Parry
- 1955 : Simon et Laura (Simon and Laura) de Muriel Box
- 1959 : Don't Panic Chaps! de George Pollock
- 1961 : Two Living, One Dead d'Anthony Asquith